# A Dream Is a Wish Your Heart Makes
A Dream Is a Wish Your Heart Makes (pol. Ja znam takie sny cudowne)/Ze snem budzą się marzenia) – utwór napisany przez Macka Davida, Ala Hoffmana i Jerry’ego Livingstona na potrzeby ścieżki dźwiękowej do filmu Kopciuszek z 1950. Piosenkę w oryginale wykonała Ilene Woods, użyczająca głosu tytułowej bohaterce filmu.
W 2005 nową wersję piosenki nagrały Gwiazdy Disney Channel na potrzeby albumu kompilacyjnego pt. Disneymania 4. W 2015 własną interpretację zarejestrowała Lily James, odtwórczyni tytułowej roli w filmie Kopciuszek w reżyserii Kennetha Branagha.